# Rio Elde
O rio Elde é um curso de água do norte da Alemanha (no estado de Meclemburgo-Pomerânia Ocidental e alguns quilómetros em Brandemburgo), um afluente da margem direita do rio Löcknitz. Sua extensão total é de 208 km. O Elde nasce próximo a Altenhof, sul de Malchow. Segue primeiro na direção sudeste para o extremo sul do Lago Müritz, onde adentra em Vipperow. Sai do Müritz no extremo norte, próximo a Waren. Faz uma curva para oeste e flui por uma série de pequenos lagos e pela cidade de Malchow, até ao lago Plauer See. Sai do Lago Plauer See em Plau am See e continua para oeste e sudoeste por Lübz, Parchim, Neustadt-Glewe e Grabow. O Elde desagua no rio Löcknitz (um afluente do  rio Elba) em Eldenburg, localidade junto da cidade de Lenzen. A maior parte de sua extensão (180 km) é navegável.